# Torrey DeVitto
Torrey Joel DeVitto (født 8. juni 1984) er en amerikansk skuespillerinde og tidligere model. Hun har blandt andet medvirket i tv-serien One Tree Hill.

## Udvalgt filmografi
- Starcrossed (2005) – Maura
- I'll Always Know What You Did Last Summer (2006) – Zoe Waner
- Killer Movie (2008) – Phoebe Hilldale
- Ritualet (2011) – Nina

### Tv-serier
- One Tree Hill (2008-11) – Carrie
- Pretty Little Liars (2010-) – Melissa Hastings
- The Vampire Diaries (2012–13) – Meredith Fell
- Chicago MED (2015-) - Dr. Natalie Manning